# Xurshid Giyosov
Xurshid Giyosov (Tashkent, 13 aprile 1995) è un calciatore uzbeko, attaccante dell'AGMK Olmaliq.

## Carriera

### Club
Ha giocato nella massima serie uzbeka.
Nel 2017 ha giocato 4 partite in AFC Champions League con la maglia del Bunyodkor.

### Nazionale
Ha partecipato ai Mondiali Under-20 del 2015. Tra il 2018 ed il 2019 ha giocato 5 partite in nazionale.

## Palmarès

### Club

#### Competizioni nazionali
- Supercoppa dell'Uzbekistan: 1

Bunyodkor: 2014